# Сексуальна конкордантність
Сексуальна конкордантність — поєднання психологічного і фізіологічного елементів статевого збудження.
Чоловіки зазвичай мають вищу сексуальну конкордантність, ніж жінки.
Нон-конкордантність, або відсутність конкордантності — це психологічне явище, коли генітальна реакція може виникати навіть під впливом непривабливих факторів. І навпаки, ситуація, контекст якої сприймається жінкою як сексуальний — не впливає на процес фізичного збудження геніталій. Тобто, неспівпадіння між персональним відчуттям сексуальності ситуації та генітальною відповіддю.
Нон-конкордантність може бути нормальною, її в певні моменти переживають усі люди. Але в деяких випадках вона може бути пов'язана з розладами.